# Martine Chardon
Martine Chardon, née le 13 novembre 1947 à Tunis et morte le 24 novembre 2003 à Paris, est une journaliste et animatrice de télévision française.

## Biographie
Fille d'un militaire de carrière, le colonel Henri Chardon, Martine Germaine Marie Marthe Chardon a beaucoup voyagé pendant son enfance, passant de sa Tunisie natale au Sénégal puis à Madagascar et à l'Allemagne. 
Mariée à Bernard Arsimoles, un médecin de Toulon, Martine Chardon a eu une fille, Sophie Arsimoles, journaliste à RTL de 1990 à 2008. 
De son union avec le journaliste de télévision Robert Pietri, Martine Chardon a eu un fils, Benjamin. 
Elle est décédée le 24 novembre 2003 des suites d'un cancer.

## Télévision
Martine Chardon fait ses débuts à la télévision à FR3 Marseille en 1973. Après un casting, elle devient speakerine pour la chaine régionale. Remarquée par la direction d'Antenne 2, elle est alors prise à Paris pendant l'été 1975 pour assurer le remplacement de Renée Legrand, avant d'être engagée par la chaine en 1976 pour présenter les programmes (6e photo en partant du haut, de la page ci-dessous référencée, outre la 13e, de cette autre, de haut en bas aussi, et de gauche à droite). 
Elle collabore ensuite à Aujourd'hui Madame dès 1980 puis anime régulièrement l'émission Aujourd'hui la vie entre 1982 et 1986. 
Quand TF1 ouvre son antenne le matin, en 1987, Martine Chardon prend en charge la production et l'animation des matinées puis, jusqu'à l'été 1988, elle est responsable d'une carte blanche quotidienne qui l'amène à interviewer des personnalités, politiques notamment.
Elle repasse ensuite sur France 3 pour animer « La vie à cœur », émission bi-hebdomadaire du début d'après midi.
De mai 1996 à décembre 1999, l'animatrice-journaliste présente L'Heure de partir, un talk-show quotidien sur la chaîne Voyage ainsi qu'un magazine hebdomadaire Circum en co-production avec Discovery Channel. En 2001, elle anime des débats sur la santé dans le cadre de soirées thématiques des chaînes Forum et Planète.
De 1991 à 2003, Martine Chardon co-présente Agapè sur France 2 le premier dimanche de chaque mois, émission commune à Présence protestante et au Jour du Seigneur. Il s'agit de débats sur les grands problèmes d'actualité. Cette émission a reçu le Prix du Sénat pour le meilleur débat télévisé en 1998.

## Radio
La carrière de Martine Chardon a également été consacrée à la radio. 
1982-1987 : elle a animé un magazine quotidien sur Radio Bleue, entre 8h et 10h. Elle a reçu notamment le Prix du meilleur magazine radio sur les maladies cardio-vasculaires, décerné par la Fédération Française de Cardiologie.
Février 1990-Août 1994 : elle a assuré l'animation du magazine quotidien Bleu Tonique entre 17h et 18h, toujours sur Radio Bleue.
En 1994 et 1995, elle a assuré une chronique santé quotidienne pour la matinale de RMC.

## Divers
Martine Chardon a également collaboré à plusieurs journaux dont Femme Actuelle, à la rubrique santé. 
De 1996 à 2003, elle a régulièrement animé des débats pour le CNED, avec des scientifiques et des universitaires sur les problèmes d’éducation, réalisés en direct du Futuroscope de Poitiers et diffusés par l'Éducation nationale.